# Donato Jaja
Donato Jaja (Conversano, 18 agosto 1839 – Pisa, 15 marzo 1914) è stato un filosofo italiano.
Fu un professore di storia della filosofia, noto soprattutto per essere stato il maestro di Giovanni Gentile.

## Biografia
Nato a Conversano, vicino a Bari, figlio di Florenzo Jaja ed Elisabetta Pinto, iniziò i suoi studi in seminario allo scopo di intraprendere la carriera ecclesiastica, ma nel 1860, dopo l'unificazione, si trasferì a Napoli, dove studiò sotto la guida di Francesco Fiorentino. Nel 1863 si spostò a Bologna, dove si laureò, per seguire il suo maestro.
Il suo incontro filosofico principale fu con Bertrando Spaventa, che conobbe a Bologna nel 1874, per il tramite di De Meis, dopo aver insegnato nei licei di Caltanissetta e Chieti. Dal 1879, col trasferimento di Jaja al Liceo classico Antonio Genovesi di Napoli, i rapporti con Spaventa divennero regolari. Nel 1882 conseguì la libera docenza e nel 1887 ottenne la cattedra di filosofia teoretica a Pisa, dove rimase fino alla morte.

### Il pensiero

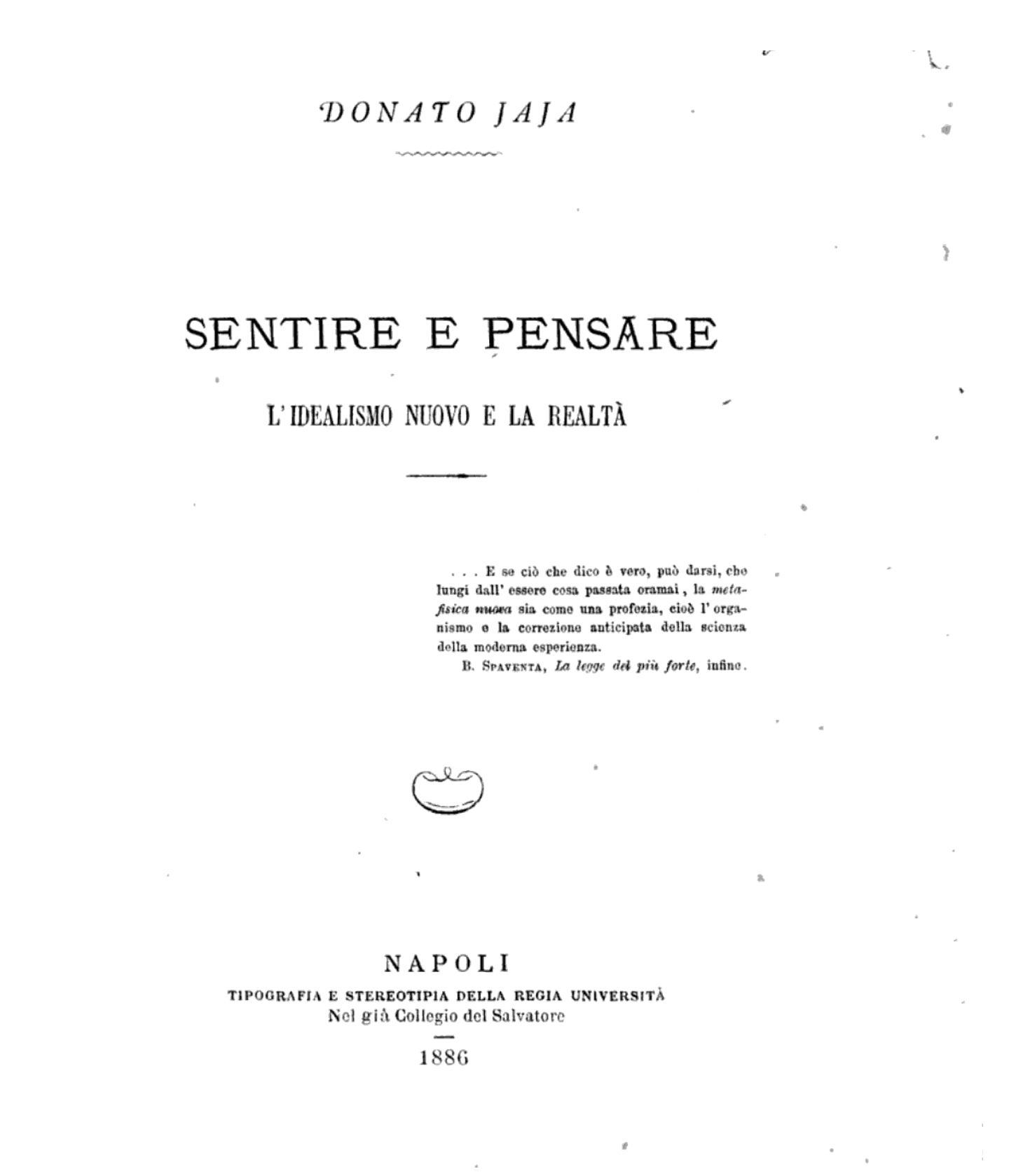
Frontespizio di Sentire e pensare: l'idealismo nuovo e la realtà, l'opera più matura di Donato Jaja, pubblicata nel 1886.

Al di là dei suoi contributi personali, più o meno originali, allo sviluppo del neoidealismo italiano, Donato Jaja ha avuto il merito storico d'introdurre il giovane Gentile allo studio di Hegel e Spaventa, merito che l'allievo riconoscerà sempre.
Partendo dai problemi inerenti al kantismo, in particolare dalle scissioni tra sensi e coscienza, esperienza e intelletto, o tra particolare e universale, lasciate aperte a suo avviso da Kant, Jaja ha rielaborato le soluzioni apportate da Fichte ed Hegel, nel tentativo di indagare l'essere alla luce del modo in cui lo rivela la mente, attraverso il pensiero umano, nel quale la realtà stessa si forma per gradi, ma senza salti categorici, dal più primitivo al più complesso.
Quel che vedo, odo, tocco, ecc., quel medesimo penso. […]
Sensazione e coscienza, sentire e pensare, sono la medesima cosa o sono cose diverse? Io non comincio ancora; pongo il problema, come oggi, nelle condizioni che ci son fatte, nasce, e chieggo a lui stesso, che m'indichi la strada che devo percorrere per risolverlo. Il problema non è semplice: esso è tutto il problema della vita e del sapere.»
(Donato Jaja, Sentire e pensare: l'idealismo nuovo e la realtà, 1886)
Egli cercò in particolare di conciliare il dualismo hegeliano di fenomenologia e logica, cioè tra la storia della coscienza nel singolo individuo, e la Coscienza stessa in senso assoluto, facendo delle concessioni all'empirismo positivista nella sua ricerca di risvolti maggiormente concreti della filosofia idealista.
Jaja ad esempio interpreta l'evoluzionismo darwinista nel senso quasi lamarckiano di Spencer, come una forza della natura che mira a ritrovarsi attraverso la progressiva coscienza di sé.
Egli approdò in tal modo a un esito immanente giudicato troppo soggettivista dal suo allievo Gentile, perché di fatto conduceva all'equivalenza dell'essere col pensiero umano.

## Opere
- Origine storica ed esposizione della Critica della ragion pura di E. Kant (1869)
- Studio critico sulle categorie e forme dell'essere di A. Rosmini (1878)
- Dell'apriori nella formazione dell'anima e della coscienza (1881)
- L'unità sintetica kantiana e l'esigenza positivista (1885)
- Sentire e pensare: l'idealismo nuovo e la realtà (1886)
- La somiglianza nella scuola positivista e l'identità nella metafisica nuova (1888)
- Ricerca speculativa. Teoria del conoscere (1893)
- L'intuito nella coscienza (1894)